# Campylium serratifolium
Campylium serratifolium là một loài Rêu trong họ Amblystegiaceae. Loài này được (Cardot) Herzog & Nog. mô tả khoa học đầu tiên năm 1955.